# NGC 4620
NGC 4620 (другие обозначения — UGC 7859, MCG 2-32-182, ZWG 70.224, VCC 1902, NPM1G +13.0317, PGC 42619) — линзообразная галактика (S0) в созвездии Девы.
Ядро имеет голубой показатель цвета g−r. Средний возраст звёздного населения галактики составляет 1,5 миллиарда лет. В спектре галактики глубокие линии поглощения Hβ и отсутствуют эмиссионные линии. Распределение яркости в центральной части галактики такое же, как у галактик морфологических типов Sa или Sb, и балдж, возможно, относится к классическим.
Этот объект входит в число перечисленных в оригинальной редакции «Нового общего каталога».